# 31495 Sarahgalvin
31495 Sarahgalvin è un asteroide della fascia principale. Scoperto nel 1999, presenta un'orbita caratterizzata da un semiasse maggiore pari a 2,3692214 UA e da un'eccentricità di 0,1213552, inclinata di 2,27713° rispetto all'eclittica.